# ایوان رودتنیتسکی
ایوان رودتنیتسکی (اوکراینی: Іван Рудницький؛ زادهٔ ۵ ژوئیهٔ ۱۹۹۱) بازیکن فوتبال اهل اوکراین است.
وی همچنین در تیم ملی فوتبال Ukraine U19 بازی کرده‌است.